# Gabriel Saliby
 (mai 2019).
Si vous disposez d'ouvrages ou d'articles de référence ou si vous connaissez des sites web de qualité traitant du thème abordé ici, merci de compléter l'article en donnant les références utiles à sa vérifiabilité et en les liant à la section « Notes et références ».
Gabriel Saliby, né le 1er janvier 1925 à Souk El Gharb au Liban et mort le 20 octobre 2007 à Neuilly-sur-Seine, fut le métropolite de l'archidiocèse orthodoxe antiochien d'Europe occidentale et centrale de 2000 à 2007.
Métropolite Gabriel décès dans la nuit du 19 au 20 octobre 2007, à l’hôpital américain de Neuilly-sur-Seine, des suites d’une longue maladie.